# Baba Is You
Baba Is You est un jeu vidéo de réflexion et de casse-tête créé par le développeur finlandais indépendant Arvi Teikari (connu professionnellement sous le pseudonyme de Hempuli). La première version a été développée et est sortie en 2017, dans le cadre de la Nordic Game Jam. La première version commerciale est quant à elle sortie le 13 mars 2019 sur les systèmes d'exploitation Linux, macOS et Windows, ainsi que sur la console de jeu Nintendo Switch. En juin 2021, le jeu est porté sur Android et iOS.

## Système de jeu
La mécanique du jeu se base sur le principe du sokoban, où le joueur se déplace dans un labyrinthe en poussant des blocs sur son chemin.
Au départ, le joueur contrôle un lapin blanc appelé Baba. Le concept central du jeu consiste en la manipulation des règles régissant le monde, qui sont générées par des mots-clés présents directement dans l'espace de jeu. Le joueur peut interagir avec lesdits mots-clés, et selon les phrases formées, modifier le comportement des éléments du jeu. Par exemple, en formant la phrase « KEY IS YOU » (littéralement « CLÉ EST VOUS » en anglais), le joueur ne contrôlera ensuite plus les déplacements de Baba, mais ceux d'une clé. Le but est souvent d'atteindre un drapeau, mais plus généralement le joueur réussit un niveau lorsqu'un élément qu'il contrôle entre en contact avec un autre doté de la propriété « WIN » (« VICTOIRE »).
La campagne principale du jeu comporte 231 niveaux divisés en différentes zones. Une mise à jour datant de novembre 2021 ajoute deux autres campagnes: Museum, une collection de niveaux inutilisés accompagnés de commentaires du développeur, et New Adventures, une suite à la campagne originelle introduisant une multitude de nouveaux mots-clés. La mise à jour implémente également un système de création et de partage de niveaux en ligne.

## Développement
Le jeu a initialement été développé pour la Nordic Game Jam 2017, dont le thème était  « Pas là » (en anglais : « Not There »). Teikari, un étudiant à l'Université d'Helsinki précédemment responsable du metroidvania Environmental Station Alpha (en), a imaginé à partir de ce thème un jeu basé sur la manipulation d'opérateurs logiques. Il explique que la plupart des niveaux furent créés en imaginant d'abord une solution « cool » ou « amusante », puis en trouvant comment le joueur pourrait accomplir ladite solution. Teikari note que « les moments les plus satisfaisants des jeux de réflexion sont ceux qui donnent au joueur une situation simple mais difficile à appréhender, de telle manière que la résolution du problème consiste à trouver l'astuce sympa ». Comme ses projets précédents, le jeu est développé avec le moteur Multimedia Fusion 2, aidé d'un plugin permettant l'intégration du langage de script Lua ; Teikari crédite par la suite son ami Lukas Meller pour son aide sur l'implémentation du Lua.
En 2017, Teikari annonce qu'il prévoit de sortir le jeu complet en 2018, et distribue gratuitement une version alpha du titre sur la plateforme itch.io. Après que le jeu sorte grand gagnant de l'Independent Games Festival en mars 2018, un clone du jeu est publié sur l'App Store par un éditeur français, utilisant quasiment les mêmes graphismes et sous le même titre. Par la suite, Teikari contacte la division française d'Apple pour supprimer l'application frauduleuse.
Le jeu, ainsi que sa sortie prochaine sur Nintendo Switch, sont annoncés lors d'une présentation de jeux indépendants par Nintendo le 31 août 2018. Baba Is You sort le 13 mars 2019 sur Microsoft Windows, Linux, macOS et Nintendo Switch,.
Un éditeur de niveaux, accompagné d'un système de partage de niveaux en ligne, est ajouté au jeu dans une mise à jour sortie le 17 novembre 2021. Cette mise à jour inclut également 150 niveaux supplémentaires répartis dans deux nouvelles campagnes, des nouvelles règles, musiques et sprites.
Teikari est également le compositeur de la musique du jeu, qu'il a composé avec OpenMPT. Peu de temps avant la sortie de la mise à jour incluant l'éditeur de niveaux, il publie les fichiers de projet des musiques via le compte Twitter officiel de Baba Is You.
Des adaptations pour les smartphones iOS et Android sont sorties le 22 juin 2021.

## Accueil
Baba Is You reçoit un accueil très favorable de la presse spécialisée — l'agrégateur Metacritic note à 87/100 sa version pour ordinateur.
Philippa Warr de PC Gamer octroie un 90/100 au jeu. Selon elle, Baba Is You « mérite ses critiques élogieuses », qualifiant le jeu d'« à la fois casse-tête, dilemme existentiel, mais avant tout une déclaration d'amour au potentiel des petits blocs composant notre langage ». Dans une critique très positive du jeu, Chris Plante de Polygon discute de la relation entre un jeu vidéo et ses règles, expliquant qu'« en rendant les règles visibles et malléables, il [Baba Is You] m'a encouragé à remettre en question les préconceptions que j'ai lorsque je joue à des jeux ». Dans sa critique pour TheGamer, Helen Ashcroft met en avant la flexibilité du jeu comme l'une de ses principales qualités. Elle déclare: « Baba Is You est un cas rare car il réussit à trouver un équilibre. C'est difficile, mais ce n'est pas frustrant. [...] Pouvoir débloquer de nouveaux niveaux sans être forcé de compléter tous ceux qui les précèdent aide à éviter toute frustration ». Au contraire, Calum Marsh, du site web GameSpot, critique le manque d'explications par rapport à certaines propriétés avancées, qu'il considère comme source de frustration, les qualifiant de « vagues et dont le but semble flou ». Il critique également la musique, qu'il considère répétitive et distrayante.
Du côté de la presse française, les critiques sont aussi très positives, que ce soit Gameblog qui lui attribue la mention « Gameblog Indispensable », ou Jeuxvideo.com qui qualifie le jeu d'« expérience comme vous n'en avez jamais vu ». Tous deux critiquent toutefois la nécessité de maîtriser l'anglais pour progresser dans les niveaux.
Baba Is You est fréquemment mentionné dans les classements des meilleurs jeux de 2019: on le retrouve notamment en quatrième place du top 50 de Polygon, et dans le classement des 10 meilleurs jeux indépendants de l'année par Shacknews, qui lui attribue également le titre de « meilleur jeu de réflexion de l'année ». L'équipe Pixels du journal Le Monde le nomme meilleur jeu de l'année 2019.

## Récompenses
- Vainqueur de la Nordic Game Jam 2017[4],[5] ;
- Prix de l'« Excellence en design » et du « Meilleur jeu étudiant » de l'Independant Games Festival 2018.

## Postérité
Après la sortie de Baba Is You, Hempuli développe de nombreux spin-off humoristiques basés sur l'univers et les personnages du jeu, l'exemple le plus notable étant Baba Is You XTREME, une parodie du jeu original. Dans ce spin-off, les éléments composant les niveaux ont une liberté totale sur leur position, contrairement à Baba Is You qui la restreignait aux cases d'une grille; de plus, les déplacements sont régis par un moteur physique, dans le but de rendre le jeu plus difficile et moins intuitif. On peut également citer Baba Files Taxes, un jeu où Baba doit remplir sa feuille d'impôts en la signant de nombreuses fois, et It's A Me!, un jeu de plateformes dont la difficulté provient principalement des contrôles (comme le joueur doit appuyer sur Alt pour courir et F4 pour sauter, tenter d'accomplir les deux actions en même temps ferme le jeu de force).
Baba Is You inspire le jeu vidéo LAECestTOI, développé par des militants de section jeunesse de La France insoumise et des membres du Discord insoumis dans le cadre de la campagne de Jean-Luc Mélenchon pour sa candidature à l'élection présidentielle française de 2022.